# Korogwe
Korogwe è una città della Tanzania, situata nella regione di Tanga. Da un punto di vista amministrativo l'area urbana costituisce un distretto.
Il distretto è diviso nelle seguenti circoscrizioni (wards), tra parentesi gli abitanti (censimento 2022):
1. Bagamoyo (7 945)
2. Kilole (6 375)
3. Kwamndolwa (5 354)
4. Kwamsisi (6 155)
5. Magunga (8 848)
6. Majengo (5 408)
7. Manundu (13 271)
8. Masurugu (3 885)
9. Mgombezi (4 884)
10. Mtonga (16 300)
11. Old Korogwe (8 126)